# Lánctört
A lánctört a  racionális számok emeletes tört formában kezelt csoportja. Az ókor óta használják, fennmaradt számításokban eszközök és természeti jelenségek modellezésére.  

## Definíció

### A lánctört fogalma
Egy lánctört egy
{\displaystyle b_{0}+{\frac {a_{1}}{\displaystyle b_{1}+{\frac {a_{2}}{\displaystyle b_{2}+{\frac {a_{3}}{\displaystyle b_{3}+{\frac {a_{4}}{b_{4}+\cdots }}}}}}}}=b_{0}+{\frac {a_{1}|}{|b_{1}}}+{\frac {a_{2}|}{|b_{2}}}+{\frac {a_{3}|}{|b_{3}}}+{\frac {a_{4}|}{|b_{4}}}+\ldots ={\frac {1}{\displaystyle b_{1}+{\frac {1}{\displaystyle b_{2}+{\frac {1}{\displaystyle b_{3}+{\frac {1}{b_{4}+\cdots }}}}}}}}}
alakú emeletes tört. A két forma átalakítható egymásba, ezért elég a jobb oldali egyszerűsített  típust tekinteni. 
Egy lánctört egyszerű, vagy reguláris, ha {\displaystyle a_{1}=a_{2}=\ldots =1}, egyébként általános. A lánctörtek vizsgálatakor gyakran elhagyják az egész értékű {\displaystyle b_{0}}-t.
A  nevezők lehetnek mind pozitív egészek: negatív számok esetén az egész tört elé tesszük a negatív előjelet. Ezekkel a feltételekkel a lánctört az
{\displaystyle [b_{1},b_{2},b_{3},b_{4},\ldots ]}
alakban is írható, ahol a zárójelben levő számok a lánctört jegyei.

### Függvénysorozat
A lánctörtek {\displaystyle {\Big (}\left(\{a_{n}\},\{b_{n}\}\right),\{f_{n}\}{\Big )}} alakú rendezett párok, ahol {\displaystyle \{a_{n}\}_{n=1}^{\infty }}, {\displaystyle \{b_{n}\}_{n=1}^{\infty }} komplex számok sorozata, ahol {\displaystyle a_{n}\not =0} minden n-re. {\displaystyle \{f_{n}\}_{n=1}^{\infty }} egy sorozat a kiterjesztett komplex síkon, ahol
{\displaystyle f_{n}=s_{1}\circ s_{2}\circ \ldots \circ s_{n}(0)}
ahol {\displaystyle s_{k}}-k a komplex síkon értelmezett lineáris törtfüggvények:
{\displaystyle s_{k}:\mathbb {C} _{\infty }\rightarrow \mathbb {C} _{\infty },z\mapsto {\frac {a_{k}}{b_{k}+z}}\qquad (k=1,2,\ldots )}
Így
{\displaystyle f_{n}={\frac {a_{1}|}{|b_{1}}}+{\frac {a_{2}|}{|b_{2}}}+{\frac {a_{3}|}{|b_{3}}}+\ldots +{\frac {a_{n}|}{|b_{n}}}.}
{\displaystyle a_{n}} az {\displaystyle n}edik részszámláló, {\displaystyle b_{n}} az {\displaystyle n}-edik résznevező, és {\displaystyle f_{n}} a lánctört {\displaystyle n}-edik közelítése.

## Típusaik

### Véges lánctörtek
Egy lánctört véges, ha egy bizonyos n szám után véget ér. Egy egyszerű példa:
{\displaystyle {\frac {1729}{314}}=[5;1,1,38,1,3]=5+{\frac {1|}{|1}}+{\frac {1|}{|1}}+{\frac {1|}{|38}}+{\frac {1|}{|1}}+{\frac {1|}{|3}},}
ahol a jegyek meghatározhatók az euklideszi algoritmussal.

### Végtelen lánctörtek
Ha a lánctörtnek végtelen sok jegye van, akkor végtelen. Ezek értéke irracionális; a résztörtek közelítést adnak erre az értékre. Ha {\displaystyle a_{n}} minden n-re egy, és a nevezők periodikusan váltakoznak, akkor a lánctört periodikus. Lagrange tétele szerint egy lánctört akkor és csak akkor periodikus, ha van olyan racionális együtthatós másodfokú egyenlet, aminek megoldása.

#### Irracionalitás
Vezessük be a következő jelölést:
{\displaystyle {\underset {i=1}{\overset {\infty }{\mathbf {K} }}}{\frac {a_{i}}{b_{i}}}={\frac {a_{1}|}{|b_{1}}}+{\frac {a_{2}|}{|b_{2}}}+{\frac {a_{3}|}{|b_{3}}}+{\frac {a_{4}|}{|b_{4}}}+\ldots }
legyen b0 = 0, és tekintsünk egyszerű lánctörteket.
Legyenek továbbá
{\displaystyle {\frac {u_{0}}{v_{0}}}={\underset {i=r}{\overset {\infty }{\mathbf {K} }}}{\frac {1}{b_{i}}}}
{\displaystyle {\frac {u_{1}}{v_{1}}}={\underset {i=r+1}{\overset {\infty }{\mathbf {K} }}}{\frac {1}{b_{i}}}}
{\displaystyle {\frac {u_{2}}{v_{2}}}={\underset {i=r+2}{\overset {\infty }{\mathbf {K} }}}{\frac {1}{b_{i}}}}
satöbbi.
Ezzel
{\displaystyle {\frac {u_{k}}{v_{k}}}={\frac {1|}{|b_{r}}}+{\frac {u_{k+1}|}{|v_{k+1}}}} also {\displaystyle {\frac {u_{k+1}}{v_{k+1}}}={\frac {v_{k}-u_{k}b_{r}}{u_{k}}}}
ahonnan
{\displaystyle v_{k+1}=u_{k}}
így
{\displaystyle {\frac {u_{k+1}}{v_{k+1}}}={\frac {v_{k}-u_{k}b_{r}}{u_{k}}}}
ezzel
{\displaystyle v_{k+1}=u_{k}.}
{\displaystyle {\frac {u_{k}}{v_{k}}}<1,} tehát {\displaystyle v_{0}>u_{0}>u_{1}>u_{2}>u_{3}\ldots }. Ha egy i indextől kezdve racionálisak lennének, akkor ui, ui+1, ui+2, … egyre kisebb lenne, és a nullához kellene tartania, és így a lánctört nem lehet véges.

#### Periodikus lánctörtek
Egy lánctört periodikus, ha vannak {\displaystyle k,l} számok, hogy {\displaystyle x_{\lambda +k}=x_{\lambda }} minden {\displaystyle \lambda \geq l+1} számra. A legkisebb ilyen {\displaystyle k} a lánctört periódusa. Ekkora lánctört az
{\displaystyle x=[x_{0};x_{1},\ldots ,x_{l},{\overline {x_{l+1},\ldots ,x_{l+k}}}]}
alakba írható.
A lehető legkisebb {\displaystyle l}-re az {\displaystyle x_{0},\ldots ,x_{l}} sorozat a lánctört előszakasza, aminek hossza {\displaystyle l+1.} Joseph Louis Lagrange egy tétele szerint egy lánctört pontosan akkor periodikus, ha értéke egy racionális együtthatós másodfokú egyenlet megoldása.
Példák:
Legyen {\displaystyle x=[1;{\overline {1,2}}]}. Mivel egynél nagyobb, ezért vonjuk le az egészrészt:
{\displaystyle y:=x-1}.
Ekkor {\displaystyle y=(x-1)={\frac {1}{1+{\frac {1}{2+y}}}}}.
Átrendezéssel {\displaystyle y={\frac {2+y}{3+y}}},
így {\displaystyle y^{2}+2y+1=3}
amiből {\displaystyle y+1=\pm {\sqrt {3}}}.
Mivel {\displaystyle y>0},
azért {\displaystyle x=y+1={\sqrt {3}}}.
Hasonlóan mutatható meg, hogy {\displaystyle {\sqrt {2}}=[1;2,2,2,2,\ldots ].} Fejtsük {\displaystyle x={\sqrt {2}}}-t lánctörtbe! {\displaystyle {\sqrt {2}}>1,} így különvesszük az egészrészt: {\displaystyle x=1+{\sqrt {2}}-1}
Felírjuk {\displaystyle {\sqrt {2}}-1}-t, mint reciprokának reciprokát. Kapjuk:
{\displaystyle x=1+{\frac {1}{\frac {1}{{\sqrt {2}}-1}}}=1+{\frac {1}{{\sqrt {2}}+1}}.}
A harmadik binomiális tétel miatt {\displaystyle {\frac {1}{a-b}}={\frac {a+b}{a^{2}-b^{2}}}},
ennélfogva {\displaystyle {\frac {1}{{\sqrt {2}}-1}}={\frac {{\sqrt {2}}+1}{2-1}}}.
Mivel {\displaystyle x={\sqrt {2}}}, azért írhatjuk, hogy:
{\displaystyle x=1+{\frac {1}{1+x}},} azaz {\displaystyle (x-1)={\frac {1}{2+(x-1)}}}.
Tehát x-1 lánctörtbe fejtése {\displaystyle (x-1)=({\sqrt {2}}-1)=[0;2,2,\ldots ],} és ehhez már csak egyet kell adni, hogy négyzetgyök kettőt kapjunk.

#### Nem periodikus lánctörtek

Példák a konvergenciára:
Piros: A π
Kék: A γ Euler-Mascheroni-konstans
Zöld: Kettő köbgyöke
Fekete: Hincsin-konstans

Ellenpéldák a konvergenciára:
Piros: Az Euler—szám
Kék: Négyzetgyök kettő
Zöld: Négyzetgyök három
Fekete: Hincsin-konstans

A végtelen, nem periodikus törtek olyan irracionális számoknak felelnek meg, amik vagy transzcendensek, vagy kettőnél magasabb fokú algebraiak.
Példa: köbgyök kettő lánctörtes alakja :{\displaystyle {\sqrt[{3}]{2}}}{\displaystyle =[1;3,1,5,1,1,4,1,1,8,1,14,\dots ]}.
Az e Euler-konstans lánctörtbe fejtve: :{\displaystyle e=[2;1,2,1,1,4,1,1,6,1,1,8,1,1,10,1,\dots ],}
ahol is a könnyen felismerhető minta folytatódik a végtelenségig.
Különlegesen fontos a π lánctörtbe fejtésének a π irracionális voltának és approximálhatóságának bizonyításában. A lánctört jegyeiben semmilyen minta nem ismerhető fel:
{\displaystyle \pi =[3;7,15,1,292,1,1,1,2,1,3,1,14,2,\dots ]}
Lambert megtalálta a tangensfüggvény lánctörtbe fejtését:
{\displaystyle \mathrm {tg} z={\frac {z|}{|1}}+{\frac {z^{2}|}{|3}}+{\frac {z^{3}|}{|5}}+{\frac {z^{4}|}{|7}}+\ldots ={\underset {i=1}{\overset {\infty }{\mathbf {K} }}}{\frac {z^{i}}{2i-1}}}
és ez alapján belátta, hogy a nullától különböző racionális számok tangense irracionális. Továbbá bebizonyította, hogy π irracionális, amihez felhasználta Adrien Marie Legendre egy lemmáját, és azt, hogy {\displaystyle \mathrm {tg} {\frac {1}{4}}\pi =1}
Az {\displaystyle {\frac {\pi }{4}}={\frac {1|}{|1}}+{\frac {1^{2}|}{|2}}+{\frac {3^{2}|}{|2}}+{\frac {5^{2}|}{|2}}+\ldots } általános lánctörtbe fejtést 1656-ban Lord William Brouncker fedezte fel a Wallis-szorzat segítségével. Ez a lánctört azonban az egyszerű lánctörtekkel ellentétben nagyon lassan konvergál.
A {\displaystyle \lim _{n\to \infty }{\sqrt[{n}]{a_{1}a_{2}a_{3}\dots a_{n}}}} kifejezés majdnem minden valós szám esetén ugyanahhoz a számhoz konvergál. Ez a Hincsin-konstans. Ez megfelel az {\displaystyle a_{k}} lánctörtjegyek mértani közepének. A Hincsin-konstans közelítő értéke {\displaystyle 2{,}685452001\dots }, és nem ismert, hogy irracionális-e.
A majdnem mindenütt kifejezésben a kivételeket azok a számok jelentik, amik lánctörtes alakjában a jegyek felismerhető minta szerint következne. Ilyen például az e szám négyzetgyöke és négyzete, aminek első néhány lánctörtes jegye
{\displaystyle e^{2}=[7;2,1,1,3,18,5,1,1,6,30,8,1,1,9,42,11,1,1,12,54,\dots ]}

## Lánctörtbe fejtés
Egy α pozitív szám {\displaystyle [a_{0};a_{1},a_{2},\ldots ]} lánctörtes alakja egy lánctörtbefejtő algoritmussal számítható, ami az euklideszi algoritmus kiterjesztése a valós számokra.
Az algoritmus kezdetekor {\displaystyle \alpha _{0}=\alpha .} A lánctört minden egyes jegyéhez a következőket kell tenni:
1. Az i-edik jegy, ai αi egészrésze.
2. {\displaystyle \alpha _{i+1}={\frac {1}{\alpha _{i}-\lfloor \alpha _{i}\rfloor }}}

Racionális α esetén az egyik ai egész szám lesz, a lánctört utolsó jegye. Ezzel az eljárás véget ér. Irracionális α szám estén meg kell adni egy i lépésszámot, különben az algoritmus nem ér véget.
Példaként tekintsük négyzetgyök kettő lánctörtbe fejtésáét a második jegyig:
{\displaystyle {\begin{aligned}\alpha _{0}&={\sqrt {2}}\\a_{0}&=1\qquad ({\text{mert }}1\leq {\sqrt {2}}<2)\\\alpha _{1}&={\frac {1}{{\sqrt {2}}-1}}\\&={\frac {{\sqrt {2}}+1}{({\sqrt {2}}-1)\cdot ({\sqrt {2}}+1)}}\\&={\sqrt {2}}+1\\a_{1}&=2\qquad ({\text{mert }}2\leq {\sqrt {2}}+1<3)\\\alpha _{2}&={\frac {1}{({\sqrt {2}}+1)-2}}\\&={\frac {1}{{\sqrt {2}}-1}}\\&={\sqrt {2}}+1\\a_{2}&=2\qquad ({\text{mert }}2\leq {\sqrt {2}}+1<3)\end{aligned}}}
Eszerint négyzetgyök kettő lánctörtes alakja {\displaystyle [1;2,2,\ldots ]}

## Kiértékelés
Véges lánctörtekre kiszámítható a pontos érték; a végtelen lánctörtek értéke közelítőleg adható meg.

### Felszálló módszer
A lánctörtet alulról felfelé oldja meg:
{\displaystyle f_{n,n}={\frac {a_{n}}{b_{n}}},f_{j,n}=s_{j}(f_{j+1,n})={\frac {a_{j}}{b_{j}+f_{j+1,n}}}}
minden {\displaystyle j=n-1,n-2,\ldots ,1}-re.

### Leszálló módszer
A lánctört kiértékelését az első résztörtnél kezdi. Az fn közelítések egymásba skatulyázott intervallumokat adnak.
{\displaystyle {\begin{pmatrix}p_{-1}\\q_{-1}\end{pmatrix}}={\begin{pmatrix}1\\0\end{pmatrix}},{\begin{pmatrix}p_{0}\\q_{0}\end{pmatrix}}={\begin{pmatrix}0\\1\end{pmatrix}},{p_{n} \choose q_{n}}=a_{n}{p_{n-2} \choose q_{n-2}}+b_{n}{p_{n-1} \choose q_{n-1}}}
minden {\displaystyle n=1,2,\ldots }-re.
Ezzel {\displaystyle f_{n}={\frac {p_{n}}{q_{n}}}} az n-edik közelítő tört.

## Konvergencia
Egy lánctört konvergens, ha létezik a
{\displaystyle \lim _{n\rightarrow \infty }f_{n}=f}
határérték. Ekkor ez az f a lánctört értéke. Ha fn nem korlátos, azaz minden {\displaystyle C\in \mathbb {R} _{\geq 0}}-hez van n, hogy {\displaystyle |f_{n}|\geq C} minden {\displaystyle n\geq n_{0}}-ra, akkor nem beszélhetünk a szokásos értelemben vett lánctörtről.

### Ekvivalens lánctörtek
Az {\displaystyle {\underset {i=1}{\overset {\infty }{\mathbf {K} }}}{\frac {a_{i}}{b_{i}}}} és a {\displaystyle {\underset {i=1}{\overset {\infty }{\mathbf {K} }}}{\frac {a_{i}^{*}}{b_{i}^{*}}}} lánctörtek ekvivalensek, ha mindegyik közelítésük egyenlő.
{\displaystyle {\underset {i=1}{\overset {n}{\mathbf {K} }}}{\frac {a_{i}}{b_{i}}}={\underset {i=1}{\overset {n}{\mathbf {K} }}}{\frac {a_{i}^{*}}{b_{i}^{*}}}} minden n-re.
Legyen {\displaystyle \{c_{n}\}_{n\geq 0}\subseteq \mathbb {C} \setminus \{0\},c_{0}=1}. Mivel itt nem közönséges, hanem lánctörtekről van szó, ezért itt nem szabad egyszerűsíteni. Ekkor teljesülnek e következő ekvivalenciák:
{\displaystyle {\underset {i=1}{\overset {\infty }{\mathbf {K} }}}{\frac {a_{i}}{b_{i}}}} ekvivalens {\displaystyle {\underset {i=1}{\overset {\infty }{\mathbf {K} }}}{\frac {c_{i-1}c_{i}a_{i}}{c_{i}b_{i}}}}-vel
Ebből
{\displaystyle {\underset {i=1}{\overset {\infty }{\mathbf {K} }}}{\frac {a_{i}}{b_{i}}}} ekvivalens {\displaystyle {\underset {i=1}{\overset {\infty }{\mathbf {K} }}}{\frac {b_{i-1}^{-1}b_{i}^{-1}a_{i}}{1}}}-gyel,ha minden n-re {\displaystyle b_{n}\not =0}
és :{\displaystyle {\underset {i=1}{\overset {\infty }{\mathbf {K} }}}{\frac {a_{i}}{b_{i}}}} ekvivalens {\displaystyle {\underset {i=1}{\overset {\infty }{\mathbf {K} }}}{\frac {1}{b_{i}c_{i}}}}-vel, ahol {\displaystyle c_{1}=a_{1}^{-1},c_{n}=(a_{n}c_{n-1})^{-1}} minden {\displaystyle n=2,3,\ldots }-ra.

### Konvergenciakritériumok
A leszálló kiértékelésből
{\displaystyle p_{n-1}q_{n}-p_{n}q_{n-1}=(-1)^{n}a_{1}a_{2}\cdots a_{n}}
minden {\displaystyle n=1,2,\ldots }-ra.
Ezzel két lánctört különbsége
{\displaystyle f_{n}-f_{n-1}=(-1)^{n+1}{\frac {a_{1}a_{2}\cdots a_{n}}{q_{n-1}q_{n}}},}
így a lánctörtek közelítő értékei pozitív jegyek esetén felváltva kisebbek és nagyobbak, mint a pontos érték. Következik, hogy a {\displaystyle {\underset {i=1}{\overset {\infty }{\mathbf {K} }}}{\frac {a_{i}}{b_{i}}}} lánctört fn közelítő értéke megegyezik a
{\displaystyle \sum _{n=1}^{\infty }(-1)^{n-1}{\frac {a_{1}a_{2}\cdots a_{n}}{q_{n-1}q_{n}}}} sor n-edik részösszegével. Tehát {\displaystyle {\underset {i=1}{\overset {\infty }{\mathbf {K} }}}{\frac {a_{i}}{b_{i}}}} akkor és csak akkor konvergál, ha a sor konvergens.

### Reguláris lánctörtek
Legyen bn>0 minden n-re. Ekkor a {\displaystyle {\underset {i=1}{\overset {\infty }{\mathbf {K} }}}{\frac {1}{b_{i}}}} lánctört akkor és csak akkor konvergál, ha a {\displaystyle \sum _{i=1}^{\infty }b_{i}} sor divergál.

### Konvergenciasebesség
Lochs tétele szerint majdnem minden nulla és egy közötti számra hosszú távon egy lépés {\displaystyle {\tfrac {\pi ^{2}}{6\ln 2\ln 10}}\approx 1.03064} lánctörtjegyet ad. Ezzel a lánctört nem sokkal hatékonyabb, mint a tizedestört alak.

## Alkalmazások
A valós számok közelíthetők lánctörtekkel. Megmutatható, hogy egy irracionális szám legjobb racionális közelítése lánctörtbe fejtéssel, és annak részleges kiértékelésével kapható, és ennél pontosabbat csak a nevező növelésével lehet adni. A hiba a nevező reciprokának négyzetével arányos.
Például a fent említett
{\displaystyle \pi =[3;7,15,1,292,1,1,1,2,1,3,1,14,2,\dots ]}
lánctört rendre a következő közelítéseket adja:
{\displaystyle 3\quad ,\quad {\frac {22}{7}}\approx 3{,}143\quad ,\quad {\frac {333}{106}}\approx 3{,}14151\quad ,\quad {\frac {355}{113}}\approx 3{,}1415929\quad ,\quad {\frac {103993}{33102}}\approx 3{,}1415926530\quad ,\quad \ldots }
Ezek váltakozva kisebbek és nagyobbak π pontos értékénél, és a hiba egyre kisebb.
Az an jegyek nagyságából kiolvasható, hogy milyen jól közelíthető az adott α=[a0;a1, ...] szám. Az algebrai számok nem közelíthetők tetszőleges pontossággal. Joseph Liouville ezt kihasználva adta az első példát transzcendens számra. Ha an elég gyorsan nő, akkor α egy jól approximálható Liouville-szám. Jó approximálhatóságuk miatt ezek a számok transzcendensek.
A lánctörtek gyakorlati számításokra nem alkalmasak, mert nincs olyan módszer, amivel két lánctört gyorsan összeadható, kivonható, szorozható, vagy osztható lenne, és nem létezik gyors gyökvonási eljárás sem.
Létezik egy faktorizáló algoritmus, ami a faktorizálandó szám négyzetgyökének lánctörtbe fejtésén alapul. A működés előfeltétele, hogy a faktorizálandó szám ne legyen négyzet.
1834-ben Vincent publikált egy módszert, ami egy egész együtthatós négyzetmentes polinom gyökeit lánctörtek segítségével szétválasztja. Minden így kapott intervallumon a polinomnak egy gyöke van, ahova az adott intervallumon a Newton-módszer konvergál.

## Történeti áttekintés
Már nagyon régóta ismeretes, hogy a számok közelíthetők lánctörtekkel.
Felhasználják a naptárkészítésben, szökőévek kiszámításában, fontos konstansok közelítésére, és számok irracionális voltának bizonyítására.
Először Pietro Cataldi 1613 -ban kiadott könyvében jelentek meg lánctörtek, de szó esik róluk Daniel Schwenter könyvében, a „Deliciae Physic-Mathematicae”ban (1636) is. 1655-től John Wallis több művében is foglalkozott velük. Christiaan Huygens nagy törteket és természeti konstansokat közelített velük: így számította ki Naprendszer-modelljéhez a fogaskerekek áttétét.
A Szaturnuszhoz például
{\displaystyle {\frac {77\,708\,491}{2\,640\,858}}=29{,}425471\dots }
kellett. Három lánctörtjeggyel a relatív hiba körülbelül 0,01%:
{\displaystyle 29+{\frac {1}{2+{\frac {1}{2+{\frac {1}{1}}}}}}={\frac {206}{7}}=29{,}428571\ldots }
Leonhard Euler levelezésében először a Riccati-differenciálegyenletekkel kapcsolatban jelentek meg a lánctörtek. Hamarosan azonban már maguk a lánctörtek kezdték érdekelni, és megalapozta a lánctörtek elméletét. Belátta, hogy a számok lánctörtbe fejthetők az euklideszi algoritmus általánosításával; hogy a racionális számok lánctörtes alakja véges; hogy a végtelen periodikus lánctörtek másodfokú racionális együtthatós egyenletek megoldásai; és hogy a lánctörtes közelítés valamilyen értelemben a legjobb. Ezek közül egyeseket már Huygens is ismert, de Euler erről nem tudott.
A lánctörtbe fejtéshez Lord William Brouncker is kidolgozott egy algoritmust. Euler 1759-ben kimutatta, hogy az új algoritmus valójában megegyezik a régivel. Johann Heinrich Lambert 1766-ban lánctörtekkel bizonyította π irracionális voltát. Bolyai Farkas szintén foglalkozott a témával. Mortiz Abraham Stern 1832-ben megalkotta az első összefoglalást a lánctörtekről.